# 姉は教師で新人メイド 〜ラブラブ孕ませ性活!〜
『姉は教師で新人メイド 〜ラブラブ孕ませ性活!〜』（あねはきょうしでしんじんメイド ラブラブはらませせいかつ）は、日本のアダルトゲームブランド・スワンマニアが2008年9月26日に発売した18禁アドベンチャーゲーム。

## 概要
有限会社アセンドアイの廉価版ブランドの一つ・スワンマニアの第11作。7月に『となりのお姉さんは巨乳OL』を発売して以降、顕著となったスワン系ブランドの「ボテもえ」路線傾斜の中で発売されたタイトルで、本作を含め11月発売の『孕ら巫女姉妹』まで5ヶ月連続でヒロインの妊娠を主題とするタイトルが発売された。
なお、本作の翌月に姉妹ブランド・スワンアイから『孕ら☆カノ!! 〜あの娘とラブラブ孕ぼて性活〜』が発売されているが、サブタイトル部分が類似しているものの本作と内容的に繋がりは無い。

## ストーリー
青山那波・知樹の姉弟は両親が突如としてニューギニア島へ転勤することになり、現地への同行を拒否する。結局、知樹の卒業まで父の後輩である五条氏の家で居候をすることになったが、五条家は今までの家とは比べものにならないほどの大邸宅であった。
那波はお世話になりっぱなしでは申し訳ないと言い、五条家でメイドとして働くことに。こうして、那波は先輩メイドである紗葉と共に知樹の専属メイドになるのであった。

## 登場人物
青山 知樹（あおやま ともき）
主人公。両親が突然、自宅を売り払ってニューギニア島へ転勤してしまったため姉の那波と共に父の後輩である五条氏の邸宅で居候することになってしまう。姉の那波に対しては一人の異性として好意を抱いているが、そのことは打ち明けていない。
青山 那波（あおやま ななみ）
知樹の姉。現職の教師であり、両親がニューギニア島への転勤を言い出した際に弟の卒業までは転勤なんてとんでもないと同行を拒否。知樹と揃って五条氏の邸宅で居候の身となるが、ただお世話になるだけでは申し訳ないとの思いからメイドとして働くことにする。
小湊 紗葉（こみなと さは）
五条家のメイド。メイドとして働きたいと志願した那波の教育係と知樹の専属メイドを兼ねる。しっかり者で命じられた仕事はキッチリこなすが、甘い物を切らすと機嫌が悪くなる。

## スタッフ
- シナリオ 南条巴
- 原画 くるみみかん
- 音楽 Arp